# Strophocactus brasiliensis
Strophocactus brasiliensis ist eine Pflanzenart in der Gattung Strophocactus aus der Familie der Kakteengewächse (Cactaceae). Das Artepitheton brasiliensis verweist auf das Vorkommen der Art in Brasilien.

## Beschreibung
Strophocactus brasiliensis wächst reich verzweigt mit anfangs aufrechten, später ausgespreizten bis niederliegenden, glänzend leuchtend grünen Trieben. Es sind 4 bis 5 (selten sind es 2 bis 8) dünne, hohe und leicht gewellte Rippen vorhanden. Die kleinen Areolen stehen 2 bis 4 Zentimeter auseinander. Aus ihnen entspringen zahlreiche nadligen, weiße Dornen die eine dunklere Spitze aufweisen und bis 3 Zentimeter lang sind.
Die Blüten sind bis 12 bis 19 Zentimeter lang und weisen Durchmesser von 11 bis 12 Zentimetern auf. Die kugelförmigen Früchte sind anfangs grün und werden später hellgelb.

## Verbreitung, Systematik und Gefährdung
Strophocactus brasiliensis ist in den brasilianischen Bundesstaaten Bahia und Minas Gerais in Höhenlagen von 40 bis 700 m verbreitet.
Die Erstbeschreibung als Acanthocereus brasiliensis wurde 1920 von Nathaniel Lord Britton und Joseph Nelson Rose veröffentlicht. Salvador Arias Montes und Nadja Korotkova stellten die Art 2017 in die Gattung Strophocactus. Ein weiteres nomenklatorisches Synonym ist Pseudoacanthocereus brasiliensis (Croizat & Tamayo) F.Ritter (1979).
Pseudoacanthocereus brasiliensis wird in der Roten Liste gefährdeter Arten der IUCN als „Vulnerable (VU)“, d. h. gefährdet, eingestuft.

## Nachweise